# مونتي أوم
كان مونيريك «مونتي» أوم (بالإنجليزية: Monty Oum)‏ (22 يونيو عام 1981 – 1 فبراير عام 2015) رسام رسوم متحركة وكاتب أمريكي يعمل في مجال الرسوم المتحركة عبر الإنترنت.
لفت أوم أنظار مجتمع ألعاب الفيديو بعد إصداره مقطع رسوم متحركة تحت عنوان «هيلويد» في عام 2007، وفيه تتواجه شخصيات من سلسلتي ألعاب الفيديو هيلو ومترويد، حيث لاقى رواجًا على الإنترنت. وأصدر تتمة للفيديو في شهر أكتوبر من نفس العام تحت عنوان «ديد فانتسي». وبعدها باشر أوم العمل مع شركة روستر تيث، حيث شغل منصب الرسام الرئيسي لمسلسل الويب «الحمر ضد الزرق»، وابتكر السلسلة الأصلية «روبي».
أصيب أوم برد فعل تحسسي شديد في شهر يناير عام 2015، وهو ما أدى إلى دخوله في غيبوبة، وتوفي في مدينة أوستن بولاية تكساس يوم 1 فبراير عام 2015.

## النشأة
ولد أوم في مدينة بروفيدنس بولاية رود آيلاند عام 1981. وكان ينحدر من أصول خميرية، وفيتنامية، وصينية، ويابانية. كان لديه أربعة أشقاء أكبر منه وشقيقتان أكبر منه.

## الوفاة
في 22 يناير عام 2015، أصيب أوم برد فعل تحسسي شديد خلال خضوعه لـ«إجراء طبي بسيط». وفي يوم 30 يناير، أعلن بيرني بيرنز، المؤسس المشارك لروستر تيث، أن أوم كان في «العناية المركزة ولا يعرف ما إذا كان سيتعافى». أطلقت حملة لجمع التبرعات، بهدف تغطية نفقات علاجه، على موقع غو فاند مي، حيث استطاعت جمع أكثر من 210,000 دولار. توفي أوم جراء إصابته بصدمة حساسية في تمام الساعة 4:34 من مساء يوم الأول من فبراير عام 2015، عن عمر يناهز 33 عامًا.

## وصلات خارجية
- الموقع الرسمي
- مونتي أوم في قاعدة بيانات الأفلام على الإنترنت